# مطالعات میدل‌تاون
مطالعات میدل‌تاون (به انگلیسی: Middletown studies) نام یکی از مطالعات موردی جامعه‌شناسی است که توسط جامعه‌شناس رابرت استاتون لیند و همسرش هلن مرل لیند بر روی ساکنان سفیدپوست شهر مونسی در ایالت ایندیانا انجام شده‌است. یافته‌های آن‌ها به‌طور تفصیلی دربارهٔ میدل‌تاون: مطالعه‌ای در فرهنگ مدرن آمریکا انتشار یافته در سال ۱۹۲۹ است و میدل‌تاون در گذار: مطالعه‌ای دربارهٔ مناقشات فرهنگی که در سال ۱۹۳۷ انتشار پیدا کرد. آن‌ها در اولین کتاب خود نوشته‌اند:
«نام شهر میدل‌تاون است. جامعه ای کوچک با جمعیتی به اندازه چندین هزار نفر…(که در آن) کارکنان مزرعه قادر به تمرکز بر تغییرات فرهنگی بوده‌اند… فعل و انفعالی نسبتاً ثابت… ایستایی آمریکا و تغییرات آن» (1929: p. ۸).
واژه «میدل‌تاون» به این دلیل استفاده شده است تا مفهوم شهر کوچک آمریکایی متوسط یا معمولی را برساند. با وجود اینکه شهرهای بسیاری در آمریکا با نام میدل‌تاون موجود هستند. (مانند میدلتاون در اوهایو، کانتیکت، نیوجرسی و دیگر شهرها). اما لیندز و همسرش علاقه به یک نوع مفهوم ایده‌آل آمریکایی داشتند؛ و با این ترفند هویت شهر را پنهانسازی کردند. هرچند که زمان پس از انتشار گاهی اوقات ساکنان شهر مونسی، ایندیانا حدس می‌زدند که این مطالعه دربارهٔ شهر آن‌ها صحبت می‌کند و موضوع این کتاب است. لیندز و گروهش تحقیقات میدانی عمیقی را بر روی ساکنان سفیدپوست جامعه کوچک شهری که در مرکز زندگی می‌کردند انجام دادند تا هنجارهای کلیدی فرهنگی را کشف کنند و دگرگونی‌های اجتماعی را بهتر درک کنند. اولین مطالعه در دوران خوشبختی سالهای ۱۹۲۰ انجام گرفت که آغاز آن ژانویهٔ ۱۹۲۴ بود. اما مطالعه دوم در دوران رکود بزرگ ایالات متحده و با تحقیقات میدانی بسیار کمتری انجام گرفته‌است.